# Wittstock/Dosse
Wittstock/Dosse település Németországban, azon belül Brandenburgban. Lakosainak száma 13 994 fő (2023. december 31.).

## Népesség
A település népességének változása:
| Lakosok száma | 17 985 | 16 363 | 15 235 | 14 380 | 14 007 | 13 995 | 14 104 | 13 994 |
|               | 2000   | 2005   | 2010   | 2015   | 2020   | 2021   | 2022   | 2023   |